# Пластово
Пластово — село в составе муниципального образования город Алексин Тульской области России.
По преданию, этимология села произошла от того, что крестьяне при распашке действенной почвы, эта земля из под сохи ложилась пластами, а не рассыпалась.

## География
Село находится в северо-западной части Тульской области, в пределах северо-восточного склона Среднерусской возвышенности, в подзоне широколиственных лесов, на берегах реки Пластовки, к югу от автодороги Р132, на расстоянии примерно 22 километров (по прямой) к югу от города Алексина, административного центра округа. Абсолютная высота — 195 метров над уровнем моря.
Климат
Климат характеризуется как умеренно континентальный, с ярко выраженными сезонами года. Средняя температура воздуха летнего периода — 16 — 20 °C (абсолютный максимум — 38 °С); зимнего периода — −5 — −12 °C (абсолютный минимум — −46 °С). Снежный покров держится в среднем 130—145 дней в году. Среднегодовое количество осадков — 650—730 мм.
Часовой пояс
Село Пластово, как и вся Тульская область, находится в часовой зоне МСК (московское время). Смещение применяемого времени относительно UTC составляет +3:00.

## Население
| 1859 | 1915 | 2002 | 2010 |
| ---- | ---- | ---- | ---- |
| 400  | ↗576 | ↘260 | ↘253 |

Половой состав
По данным Всероссийской переписи населения 2010 года в гендерной структуре населения мужчины составляли 49,4 %, женщины — соответственно 50,6 %.
Национальный состав
Согласно результатам переписи 2002 года, в национальной структуре населения русские составляли 82 % из 260 чел.

## История
Время возникновения прихода неизвестно, но можно утверждать, что он уже существовал в XVI веке. По преданию, в этой местности уже в XVI веке существовало несколько заводов. Заводские рабочие и положили начало основанию деревни. В Смутное время эти заводы были разорены и деревня была построена на другом месте в версте от прежнего.
Приход села состоял кроме села из деревень: Хованское, Гармоново, Семеньтиново и Андреевки, из которых Гармоново и Андреевка причислялись к Одоевскому уезду. Всего жителей в приходе числилось 731 человек мужского пола и 789 женского.

## Церковь Николая Чудотворца
По преданию, до постройки каменного храма в 1780 году село имело четыре церкви. О первоначальном деревянном храме, существовавшем до 1612 года и разорённом вместе с селом в Смутное время, никаких сведений не сохранилось. Второй деревянный храм стоял на месте сельского кладбища. Третий храм был построен на непрочном фундаменте и скоро дал трещины, вследствие чего был разобран и на его месте впоследствии стояла часовня. Кирпичная церковь с декором в духе барокко, построена в 1780 году помещиком Сильвестром Васильевичем Муромцевым вместо непрочного каменного здания 1726 года. К двусветному основному объёму со скругленными углами, в прошлом перекрытому купольным сводом, примыкают пониженные алтарь, притворы и трапезная. В последующее время храм подвергался незначительным подновлениям на церковные средства. Штат церкви состоял из священника и псаломщика. Имелось церковной земли: усадебной - 2 десятины, полевой и сенокосной - 34 десятины.
Закрыта не позже 1930-х, венчания сломаны. В 2009-м демонтирован свод основного объёма, дальнейшего продолжения восстановительные работы пока не получили. На данное время храм практически разобран. На стенах по всему периметру еще видны остатки росписей.